# Hokej na lodzie na Zimowych Igrzyskach Olimpijskich 2010
Turniej hokeja na lodzie na Zimowych Igrzyskach Olimpijskich 2010 odbywał się praktycznie przez cały czas trwania imprezy (mecze kobiet rozegrano w dniach 13-25 lutego, a mężczyzn – 16-28 lutego). Mecz finałowy turnieju mężczyzn był jednocześnie ostatnim sportowym wydarzeniem przed ceremonią zamknięcia. Spotkania rozgrywano w halach Rogers Arena oraz UBC Winter Sports Centre. Po raz pierwszy w historii spotkania rozgrywane były na lodowiskach o wymiarach stosowanych w NHL. W męskiej rywalizacji udział brało 12 reprezentacji, a kobiecej – 8.
Po raz piąty w igrzyskach olimpijskich uczestniczyli Finowie: Jere Lehtinen i Teemu Selänne. Stając się szóstym i siódmym zawodnikiem w historii, którzy tego dokonali. Pozostali zawodnicy to: Udo Kießling, Petter Thoresen, Raimo Helminen, Dieter Hegen i Denis Perez (Helminen jest jedynym hokeistą który uczestniczył w sześciu igrzyskach).

## Turniej mężczyzn

### Składy
| Grupa A Kanada USA Szwajcaria Norwegia |  | Grupa B Rosja Czechy Słowacja Łotwa |  | Grupa C Szwecja Finlandia Białoruś Niemcy |

### Przebieg turnieju

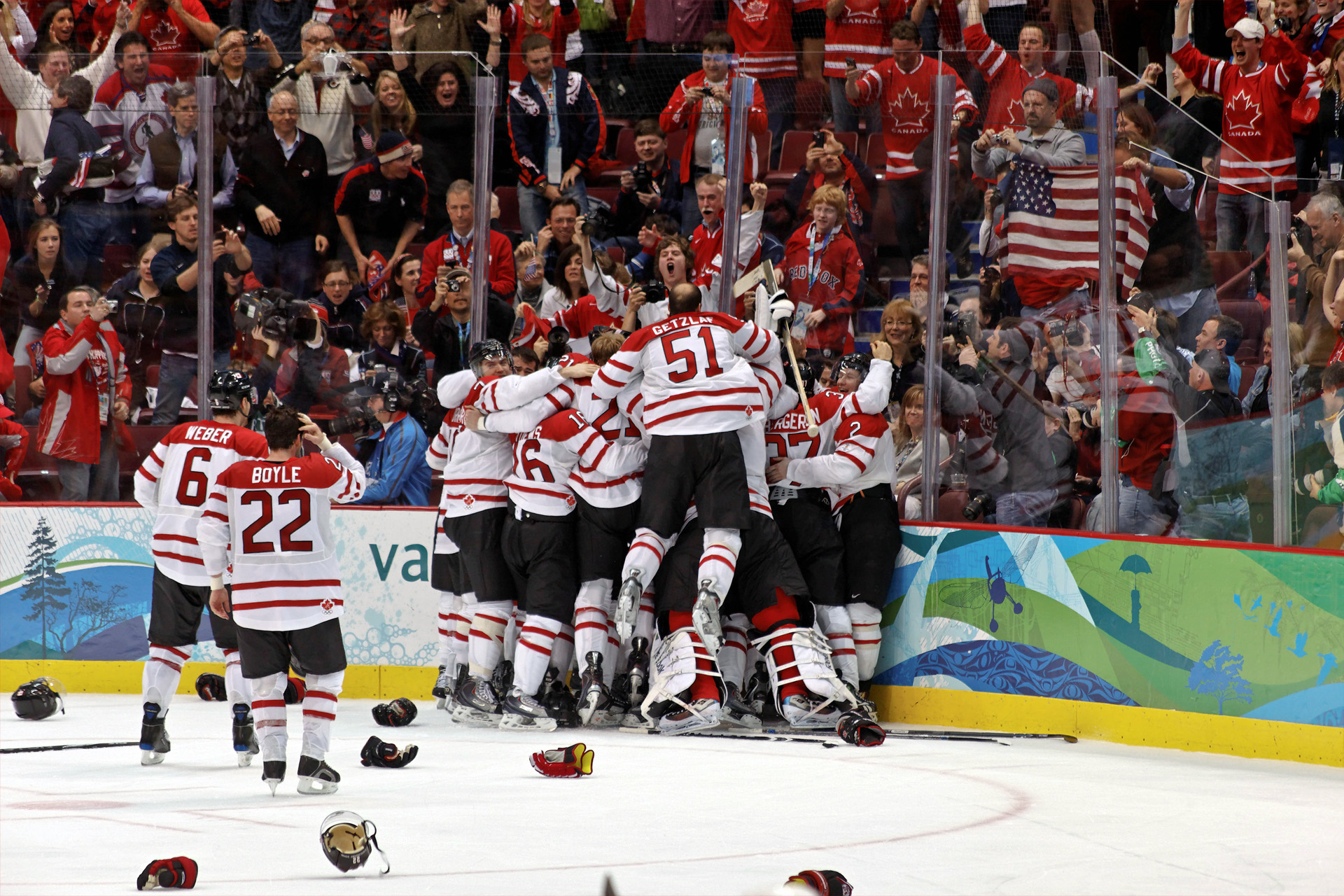
Hokeiści Kanady cieszący się po zdobyciu decydującej o mistrzostwie bramki.

W turnieju mężczyzn obrońcami złotego medalu byli Szwedzi. Po wygraniu wszystkich trzech spotkań grupowych, zostali jednak dosyć nieoczekiwanie wyeliminowani w ćwierćfinale przez Słowację. W finale spotkały się ekipy Stanów Zjednoczonych i Kanady. Mecz ten był jednym z największych wydarzeń igrzysk w Vancouver. Obydwa kraje uważane są za potęgi hokejowe, ale ich najlepsi zawodnicy grają w reprezentacjach tylko raz na cztery lata – przy okazji zimowych olimpiad. W pozostałych rozgrywkach zawodnicy przedkładają grę w NHL nad występy w reprezentacji. Spotkanie było także powtórką finału igrzysk sprzed ośmiu lat, gdzie Kanadyjczycy pokonali Amerykanów 5:2. Obydwie drużyny spotkały się ze sobą także w fazie grupowej, gdzie zwycięstwo 5:3 odnieśli Amerykanie i to oni byli faworytami starcia. Po emocjonującym i stojącym na wysokim poziomie spotkaniu, po dogrywce zwyciężyli jednak gospodarze 3:2. Zwycięską bramkę zdobył Sidney Crosby. Brązowe medale zdobyli reprezentanci Finlandii, pokonując w meczu o trzecie miejsce Słowację 5:3.
|  |                            |                   |                            |                            |   |                   |                            |                            |                            |                            |                   |       |       |
|  | Ćwierćfinały               | Ćwierćfinały      | Ćwierćfinały               |                            |   | Półfinały         | Półfinały                  | Półfinały                  |                            |                            | Finał             | Finał | Finał |
|  | Ćwierćfinały               | Ćwierćfinały      | Ćwierćfinały               |                            |   | Półfinały         | Półfinały                  | Półfinały                  |                            |                            | Finał             | Finał | Finał |
|  | 24 lutego 2010 - Vancouver |                   |                            |                            |   |                   |                            |                            |                            |                            |                   |       |       |
|  |                            |                   |                            |                            |   |                   |                            |                            |                            |                            |                   |       |       |
|  | Stany Zjednoczone          | Stany Zjednoczone | 2                          |                            |   |                   |                            |                            |                            |                            |                   |       |       |
|  | Stany Zjednoczone          | Stany Zjednoczone | 2                          | 26 lutego 2010 - Vancouver |   |                   |                            |                            |                            |                            |                   |       |       |
|  | Szwajcaria                 | Szwajcaria        | 0                          |                            |   |                   |                            |                            |                            |                            |                   |       |       |
|  | Szwajcaria                 | Szwajcaria        | 0                          |                            |   | Stany Zjednoczone | Stany Zjednoczone          | 6                          |                            |                            |                   |       |       |
|  | 24 lutego 2010 - Vancouver |                   |                            |                            |   | Stany Zjednoczone | Stany Zjednoczone          | 6                          |                            |                            |                   |       |       |
|  |                            |                   | Finlandia                  | Finlandia                  | 1 |                   |                            |                            |                            |                            |                   |       |       |
|  | Finlandia                  | Finlandia         | Finlandia                  | Finlandia                  | 1 | 2                 |                            |                            |                            |                            |                   |       |       |
|  | Finlandia                  | Finlandia         |                            |                            |   | 2                 | 28 lutego 2010 - Vancouver |                            |                            |                            |                   |       |       |
|  | Czechy                     | Czechy            | 0                          |                            |   |                   |                            |                            |                            |                            |                   |       |       |
|  | Czechy                     | Czechy            | 0                          |                            |   | Stany Zjednoczone | Stany Zjednoczone          | 2                          |                            |                            |                   |       |       |
|  | 24 lutego 2010 - Vancouver |                   |                            |                            |   | Stany Zjednoczone | Stany Zjednoczone          | 2                          |                            |                            |                   |       |       |
|  |                            |                   | Kanada                     | Kanada                     | 3 |                   |                            |                            |                            |                            |                   |       |       |
|  | Szwecja                    | Szwecja           | Kanada                     | Kanada                     | 3 | 3                 |                            |                            |                            |                            |                   |       |       |
|  | Szwecja                    | Szwecja           | 26 lutego 2010 - Vancouver |                            |   | 3                 |                            |                            |                            |                            |                   |       |       |
|  | Słowacja                   | Słowacja          | 4                          |                            |   |                   |                            |                            |                            |                            |                   |       |       |
|  | Słowacja                   | Słowacja          | 4                          |                            |   | Słowacja          | Słowacja                   | 2                          | Mecz o 3. miejsce          | Mecz o 3. miejsce          | Mecz o 3. miejsce |       |       |
|  | 24 lutego 2010 - Vancouver |                   |                            |                            |   | Słowacja          | Słowacja                   | 2                          | Mecz o 3. miejsce          | Mecz o 3. miejsce          | Mecz o 3. miejsce |       |       |
|  |                            |                   | Kanada                     | Kanada                     | 3 |                   |                            | 27 lutego 2010 - Vancouver | 27 lutego 2010 - Vancouver | 27 lutego 2010 - Vancouver |                   |       |       |
|  | Rosja                      | Rosja             | Kanada                     | Kanada                     | 3 | 3                 |                            | 27 lutego 2010 - Vancouver | 27 lutego 2010 - Vancouver | 27 lutego 2010 - Vancouver |                   |       |       |
|  | Rosja                      | Rosja             |                            |                            |   |                   |                            | Finlandia                  | Finlandia                  | 5                          |                   |       |       |
|  | Kanada                     | Kanada            | 7                          |                            |   |                   |                            |                            | Finlandia                  | 5                          |                   |       |       |
|  | Kanada                     | Kanada            | 7                          |                            |   |                   |                            | Słowacja                   | Słowacja                   | 3                          |                   |       |       |
|  |                            |                   |                            |                            |   |                   |                            |                            | Słowacja                   | 3                          |                   |       |       |

## Turniej kobiet

### Składy
| Grupa A Kanada Szwecja Szwajcaria Słowacja |  | Grupa B USA Finlandia Rosja Chiny |

### Przebieg turnieju
W turnieju kobiet w finale doszło do kanadyjsko-amerykańskiego starcia, w którym także lepsze okazały się reprezentantki Kanady, wygrywając 2:0. W walce o brązowe medale Finlandia pokonała Szwecję 3:2 po dogrywce.
|  | Półfinały | Półfinały         | Półfinały |  |  | Finał             | Finał             | Finał             |
|  |           |                   |           |  |  |                   |                   |                   |
|  | A1        | Kanada            | 5         |  |  |                   |                   |                   |
|  | B2        | Finlandia         | 0         |  |  |                   |                   |                   |
|  |           |                   |           |  |  |                   | Kanada            | 2                 |
|  |           |                   |           |  |  |                   | Stany Zjednoczone | 0                 |
|  | B1        | Stany Zjednoczone | 9         |  |  |                   |                   |                   |
|  | A2        | Szwecja           | 1         |  |  | Mecz o 3. miejsce | Mecz o 3. miejsce | Mecz o 3. miejsce |
|  |           |                   |           |  |  |                   |                   |                   |
|  |           |                   |           |  |  |                   | Finlandia         | 3                 |
|  |           |                   |           |  |  |                   | Szwecja           | 2                 |

## Terminarz
| Data           | Godzina                 | Miejscowość | Konkurencja    | Złoto  | Srebro            | Brąz      |
| -------------- | ----------------------- | ----------- | -------------- | ------ | ----------------- | --------- |
| 25 lutego 2010 | 15:30 UTC-9 / 00:30 CET | Vancouver   | Finał kobiet   | Kanada | Stany Zjednoczone | Finlandia |
| 28 lutego 2010 | 12:15 UTC-9 / 21:15 CET | Vancouver   | Finał mężczyzn | Kanada | Stany Zjednoczone | Finlandia |